# إنفيموم
في نظرية المجموعات، وهي فرع من الرياضيات، الإنفيموم (باللاتينية: Infimum) هو أكبر حد اسفل وهو اقل من الحدود السفلى للمجموعات في الفضاءات المختلفة.